# Therese Grankvist
Eva Therese Grankvist, född 2 maj 1977 i Barkeryds församling i Jönköpings län, är en svensk sångerska, tidigare frontfigur i musikprojektet Drömhus och åren 2021–2023 medlem i supergruppen Super Fëmmes.

## Drömhus
Grankvist växte upp i Nässjö men flyttade vid 13 års ålder till Tullinge utanför Stockholm där hon började i Björkhaga musikklasser i Tumba. Hennes musikkarriär tog fart när hon sjöng in på sitt skivbolags telefonsvarare. Detta uppskattades och hon fick göra några demor. Hon träffade Dr. Alban som övertalade henne att gå med i projektet Drömhus. Drömhus var från början tänkt att bestå av två killar och Grankvist, men slutligen blev hon ensam frontfigur för projektet.
År 1997 släpptes dream house-aktiga "Du och jag", den första singeln med Drömhus. Både den och nästa singel "I mina drömmar" blev små hitlåtar. Men det stora genombrottet kom i mitten av 1998 när man gjorde en ny version av gruppen Freestyles låt "Vill ha dej" från 1981. Det första albumet Drömmar släpptes en tid efter och sålde guld i Sverige samt toppade listor över stora delar av norra Europa.
I Melodifestivalen 1999 deltog Drömhus med låten "Stjärna på himmelen" som kom på andra plats. Samma år släpptes även Drömhus andra album Längtan.

## Soloartist
Under 2000 meddelade Grankvist att hon kommer att lämna Drömhus och i framtiden framträda under sitt eget namn Therese. Första singeln under eget namn blev "Smoke Gets in Your Eyes". Efter den blev det en ganska lång paus innan hon hösten 2002 släppte singlarna "Monkey" och "I Need Somebody"; dessa följdes upp av det mer än tidigare klubborienterade albumet Acapulco som släpptes den 13 januari 2003.
Under 2004 arbetade Grankvist en hel del tillsammans med Sten Hallström, även känd som Stonebridge och fanns bland annat med på de båda singlarna "Put 'Em High" och "Take Me Away". Therese deltog även i låten "Save Us" av Kid Q (Christian Harder).
Hösten 2006 kom något oväntat en låt av Therese Grankvist vid namn "Be My Baby" med på samlingsskivan Fierce Angel. Det finns dock fortfarande inget eget släpp av låten.
Grankvist framförde låten The Arrival i Melodifestivalen 2007 tillsammans med gruppen The Attic, men slogs den slogs ut redan i den tredje deltävlingen i Örnsköldsvik den 17 februari 2007. Låten kom på 7:e plats. Therese Grankvist medverkade även i låten "Don't You Know Me" på The Attics senaste album Remember Tomorrow.
Grankvist skrev kontrakt med engelska klubbskivbolaget Positiva kort efter Melodifestivalen.
Våren 2007 kom låten "Feelin' Me". Sensommaren 2007 blev det även klart att Therese Grankvist kommer att medverka på Dannys nya singel "If Only You". Duon framförde låten för första gången på Sommarkrysset den 4 augusti 2007. De uppträdde också på Gaygalan 2008.
Sensommaren 2008 var Therese Grankvist tillbaka på skiva igen. Denna gång sjöng hon låten "Another Love" av The Mac Project och 2009 sjöng hon "Bodyswerve" av Steve Pitron och Max Sanna.
Sedan åtminstone 2015 och framåt uppträder Therese Grankvist åter under artistnamnet Drömhus. Hon har flera gånger medverkat på musikfestivalen Vi som älskar 90-talet.

## Hemvist
Grankvist har tidigare bott och verkat i London men är sedan 2015 åter bosatt i Sverige.

## Diskografi

### Studioalbum
- Acapulco (2003)

### EP
- Therese Live @ Earhole (2009)
- Missing Disco (2015)

### Singlar
- "Du och jag" (1997)
- "I mina drömmar" (1998)
- "Vill ha dej" (1998)
- "Ge upp" (1998)
- "Varje steg" (1999)
- "Stjärna på himmelen" (1999)
- "Hålla dig nära" (1999)
- "Du kan ge" (2000)
- "Explorer" (2023)
- "Var är du nu?" (2023)
- "Perfection" (2025)

### Hjärta av sten, filmmusik
- "Smoke Gets In Your Eyes" (2000) (tillsammans med Vladimir Dikanski)

### Therese
| Year | Title                                                | Topplaceringar | Topplaceringar | Topplaceringar | Topplaceringar | Topplaceringar | Topplaceringar | Topplaceringar | Album            |
| Year | Title                                                | SE             | FIN            | UK             | UK Chart Dance | POL            | RUS            | AUS            | Album            |
| ---- | ---------------------------------------------------- | -------------- | -------------- | -------------- | -------------- | -------------- | -------------- | -------------- | ---------------- |
| 2002 | "Monkey"                                             | 40             | 32             | 50             | 1              | -              | -              | -              | Acapulco         |
| 2002 | "I Need Somebody"                                    | 47             | 21             | 49             | 9              | -              | -              | -              | Acapulco         |
| 2003 | "Time"                                               | 28             | 20             | 33             | 6              | -              | -              | -              | Time - CD Single |
| 2004 | "Put' Em High" (feat. Stonebridge)                   | 23             | 19             | 6              | 1              | 4              | -              | 33             | Can't Get Enough |
| 2005 | "Take Me Away" (feat. Stonebridge)                   | 27             | 22             | 9              | 1              | 7              | -              | -              | Can't Get Enough |
| 2007 | "The Arrival" (feat. The Attic)                      | 18             | 10             | -              | -              | -              | -              | -              | Melodifestivalen |
| 2007 | "If Only You" (feat. Danny Saucedo)                  | 3              | 4              | -              | -              | 1              | 1              | -              | Heart Beats      |
| 2007 | "Feelin' Me"                                         | 9              | 29             | 32             | 1              | -              | -              | -              | unreleased album |
| 2009 | "Neon Lights (See My Baby)" (feat. Elek-Tro Junkies) | 54             | 40             | 77             | -              | -              | -              | -              | unreleased album |
| 2009 | "Shed My Skin"                                       | 80             | 97             | -              | -              | -              | -              | -              | unreleased album |
| 2010 | "Step On It"                                         | -              | -              | -              | -              | -              | -              | -              | unreleased album |

## Filmografi
- 2000 – Hjärta av sten